# Línea 1 (Puerto Madryn)
La Línea 1 es un servicio de pasajeros del transporte de la ciudad de Puerto Madryn. Esta línea pertenece a la empresa de transporte Raider S.A.
El servicio de la línea 1 opera de lunes a viernes desde 5:20 horas hasta las 22:45 horas. Los sábados desde 5:40 horas hasta las 22:37 horas y los domingos desde 7:30 hasta las 23:15 horas. El boleto cuesta $22,00 el general y $0,00 para los jubilados, discapacitados, policías, estudiantes y universitarios.

## Recorrido
Servicio diurno 
| BUS2 | KBHFa |

|  | BHF |

|  | BHF |

|  | BHF |

|  | BHF |

|  | BHF |

|  | BHF |

|  | BHF |

|  | BHF |

|  | BHF |

|  | BHF |

|  | BHF |

|  | BHF |

|  | BHF |

|  | BHF |

|  | BHF |

|  | BHF |

|  | STR |

|  | BHF |

|  | BHF |

|  | BHF |

|  | BHF |

|  | BHF |

|  | BHF |

|  | BHF |

|  | BHF |

|  | BHF |

|  | BHF |

|  | BHF |

|  | BHF |

|  | BHF |

|  | KBHFe |